# Gorgonidia vulcania
Gorgonidia vulcania är en fjärilsart som beskrevs av De Toulgoët 1987. Gorgonidia vulcania ingår i släktet Gorgonidia och familjen björnspinnare. Inga underarter finns listade i Catalogue of Life.